# Schloss Hindelbank

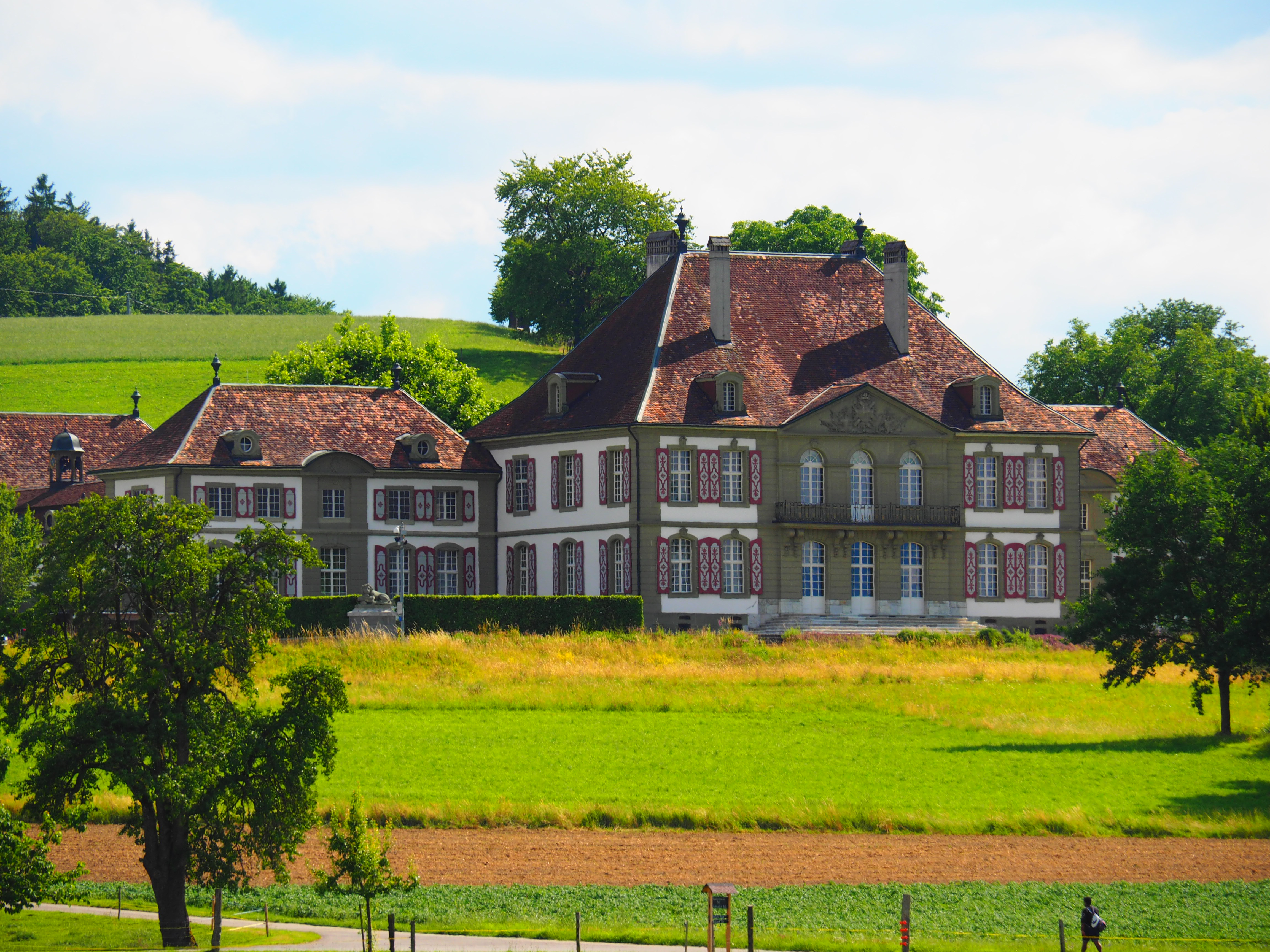
Schloss Hindelbank (2017)

Das Schloss Hindelbank ist ein Schloss aus dem 18. Jahrhundert in der Gemeinde Hindelbank im Kanton Bern, das heute als Verwaltungsgebäude der Anstalten Hindelbank, einer Frauen-Justizvollzugsanstalt dient. Das Schloss liegt auf halbem Weg zwischen Hindelbank und Bäriswil im Ortsteil Wiler, in einer Talmulde zwischen Schnarz und Haselberg.

## Geschichte
Das Schloss wurde 1721 für Hieronymus von Erlach durch Daniel Stürler nach Plänen von Joseph Abeille gebaut. Vorbild war das ebenfalls 1714 bis 1715 ebenfalls für Hieronymus von Erlach errichtete Schloss Thunstetten. Bis ins Jahre 1866 war das Schloss Hindelbank Sitz der Familie von Erlach und ging danach in den Besitz des Kantons über. In der Folgezeit wurde es als Notarmenverpflegungsanstalt für Frauen benutzt.
1896 bis 1911 war es eine Zwangsarbeitsanstalt für Weiber und anschliessend eine Arbeits- und Strafanstalt für Frauen. Von Beginn an wurden auch Personen zur «Administrativen Versorgung» eingeliefert, wenngleich der Begriff noch nicht gebräuchlich war. 1959 wurde die Konkordantsanstalt mit Erstmaligen- und Rückfälligenabteilung erbaut und erhielt ihren heutigen Namen: Anstalten Hindelbank. 1995 bis 1997 wurde die ganze Strafanstalt für 16 Millionen Schweizer Franken teilsaniert. Dazu gehört eine anstaltsinterne Gärtnerei.